# Censo chileno de 1875
El V Censo Nacional de Población de Chile, fue realizado en el 19 de abril de 1875. Dirigido por Santiago Lindsay, Director Nacional de la Oficina de Estadísticas, ayudado por las Gobernaciones, Intendencias y Parroquias del país. Este censo, aprovechó además la experiencia de otros censos latinoamericanos, para mejorar así el proceso de levantamiento de información, a raíz de los fracasos anteriores.

## Resultados generales
| Población total  | 2 084 104 | 100  |
| Total Hombres    | 1 038 025 | 49,8 |
| Total Mujeres    | 1 046 079 | 50,2 |
| Población Urbana | 725 490   | 34,8 |
| Población Rural  | 1 358 614 | 65,2 |

| Solteros | 1 417 190 | 68 |
| Casados  | 562 708   | 27 |
| Viudos   | 104 206   | 5  |

| Alfabetos           | 479 086   | 22,9 |
| Hombres Alfabetos   | 271 963   | 26,2 |
| Mujeres Alfabetas   | 207 123   | 19,8 |
| Analfabetos         | 1 605 018 | 77,1 |
| Hombres Analfabetos | 766 062   | 73,8 |
| Mujeres Analfabetas | 838 956   | 80,2 |

| Profesionales      | 19 012  | 0,9  |
| Agricultores       | 175 037 | 8,4  |
| Mineros            | 29 005  | 1,4  |
| Artesanos          | 226 925 | 10,9 |
| Empleados Públicos | 13 685  | 0,6  |
| Fondistas          | 830     | 0,03 |
| Religiosos         | 2223    | 0,1  |
| Jornaleros         | 7467    | 0,3  |
| Marinos            | 4724    | 0,2  |
| Militares          | 6838    | 0,3  |
| Obreros            | 31 466  | 1,5  |
| Domésticos         | 135 006 | 6,5  |
| Comerciantes       | 30 000  | 1,4  |

## Fuente
- https://www.ine.cl/docs/default-source/censo-de-poblacion-y-vivienda/publicaciones-y-anuarios/anteriores/censo-de-poblaci%C3%B3n-1875.pdf?sfvrsn=883e7444_2
- Sobre el Censo de Población de 1875, consultar la obra de la historiadora Jenny Monsalve Neira: Retratos de nuestra identidad: Los censos de población en Chile y su evolución histórica hacia el Bicentenario publicado por el Instituto Nacional de Estadísticas en el año 2009: [Publicación "Retratos de nuestra identidad", en la biblioteca del Congreso Nacional: https://obtienearchivo.bcn.cl/obtienearchivo?id=documentos/10221.1/11200/1/Retratos%20de%20nuestra%20identidad.pdf

- Datos: Q5760485